# Gornje Jame-i mészárlás
A Gornje Jame-i mészárlás (horvátul: pokolj u Gornjim Jamama) tizenöt horvát civilnek a „Šiltovi” nevű szerb félkatonai egység általi meggyilkolása volt 1991. december 11-én a Glina melletti Gornje Jame faluban.

## Előzmények
1990-ben, a horvát szocialistáknak a horvátországi parlamenti választás során elszenvedett veresége után az etnikai feszültségek tovább fokozódtak. Az ellenállás minimalizálása érdekében a Jugoszláv Néphadsereg (Jugoslovenska Narodna Armija - JNA) elkobozta Horvát Területvédelmi Erők fegyvereit. Augusztus 17-én a feszültség a horvátországi szerbek nyílt lázadásává fajult, mely döntően a dalmát hátország Knin környéki, valamint Lika, Kordun, Banovina és Kelet-Horvátország túlnyomóan szerbek lakta területeire koncentrálódott. Ezek a szerbek lakta területek a későbbiekben a Krajinai Szerb Autonóm Terület (SAO Krajina) nevet kapták. Miután a JNA Slobodan Milošević szerb elnök irányítása alá került, Milošević Jugoszlávia megőrzése helyett inkább a Szerbia területi gyarapítására irányuló erőfeszítéseket részesítette előnyben, és nyilvánosan azzal fenyegetőzött, hogy a JNA-t a szerb hadsereggel váltja fel, és kijelentette, hogy már nem ismeri el a szövetségi elnökség tekintélyét.
A JNA egyre nagyobb mértékben támogatta a horvátországi szerb felkelőket, és megakadályozta, hogy horvát rendőrség a konfliktusba beavatkozzon.
Miután Krajina bejelentette integrációs szándékát Szerbiával, Horvátország kormánya ezt lázadásnak nyilvánította. Ez a konfliktus 1991 márciusára horvát függetlenségi háborúig fajult. 1991 júniusában Horvátország kikiáltotta függetlenségét, mellyel Jugoszlávia felbomlott. Három hónapos moratórium következett,, amely után a határozat október 8-án lépett hatályba.

## A gyilkosságok
1991-ben tizenhét horvát, huszonnégy szerb és három másik személy élt Gornje Jaméban. Ugyanezen év december 11-én a „Šiltovi” félkatonai egység fegyveres tagjai bementek Mate Kireta házába, ahol tizenkét horvát civilt, köztük hét nőt és három gyermeket találtak. A gyerekek két nővér, Nikolina (9 éves) és Željka Fabac (14 éves), valamint Darko Dvorenković (10 éves) voltak. A többi áldozat között három nő, egy Mala Solina-i, egy Donje Jame-i és egy hađeri is volt, akik unokatestvéreik házában kerestek menedéket.
A halálesetek pontos körülményei, valamint a nők sorsa ismeretlenek. A feltételezések szerint a házban gyilkolták meg és elégették el őket. Egy másik elmélet szerint élve vitték őket egy ismeretlen helyre, ahol megölték őket, holttestüket pedig, hogy eltitkolják a bűncselekményt, egy mocsárba dobták.
Gojko Pavlovićot, egy Donje Jame-i szerb férfit azért lőtték le, mert megpróbálta megvédeni horvát szomszédait. Három Gornje Jame-i horvát férfit 1991. november 3-án bebörtönöztek, majd egy Donje és Gornje Jame közötti patak közelében meggyilkoltak. Földi maradványaikat 1996-ban exhumálták és eltemették.

## Fordítás
Ez a szócikk részben vagy egészben  a   Gornje Jame massacre című angol Wikipédia-szócikk ezen változatának fordításán alapul.  Az eredeti cikk szerkesztőit annak laptörténete sorolja fel. Ez a jelzés csupán a megfogalmazás eredetét és a szerzői jogokat jelzi, nem szolgál a cikkben szereplő információk forrásmegjelöléseként.